# Zombor (wieś)
Zombor (węg. Zobor) – wieś (obec) na Słowacji położona w kraju bańskobystrzyckim, w powiecie Veľký Krtíš. Pierwsze wzmianki o miejscowości pochodzą z 1327 roku.
Według danych z dnia 31 grudnia 2012 roku, wieś zamieszkiwało 140 osób, w tym 68 kobiet i 72 mężczyzn.
W 2001 roku rozkład populacji względem narodowości i przynależności etnicznej wyglądał następująco:
- Słowacy – 90%
- Czesi – 2,22%
- Romowie – 1,11%
- Węgrzy – 4,44%

Ze względu na wyznawaną religię struktura mieszkańców kształtowała się w 2001 roku następująco:
- Katolicy rzymscy – 23,33%
- Ewangelicy – 67,78%
- Ateiści – 5,56%
- Nie podano – 3,33%